# 匈人的起源
匈人的起源是長久以來歷史和考古學的一個問題，他們和如雅利安匈人、匈尼特人、阿爾孔匈人、嚈噠人、內扎卡匈人、匈那人等民族的關係，一直是长期学术争论的主题。1757年，约瑟夫·德金首先提出匈人与匈奴人同源論。该觀點随后被爱德华·吉本推广。从那时起，学者们就该提案的语言、历史和考古价值进行了辩论。在20世纪中叶，这种联系受到汉学家奧托·邁亨-賀爾芬（Otto J. Maenchen-Helfen）的反對，并在很大程度上被學者們拋棄。最近的一些学术研究支持某种形式的联系，该理论又回到了主流，尤其得到了考古学研究的支持。
将匈奴与欧洲和雅利安匈人联系起来的主要证据是他们名字的相似性。历史记录提供了佐证，表明匈奴一词在粟特文和梵文文本中分别被称为Xwn和Huṇa，在西方被称为匈（Hun）。另一个重要的联系是欧洲匈人和匈奴人使用类似的金属大锅。然而這兩個族群仍然存在许多突出的差异，包括普遍不同的考古概况和各种匈奴群体之间的各种习俗。此外，匈奴最后一次在東亞有记录的活动与匈人首次出现在欧洲和中亚之间有两百年的差距，這一差距導致許多學者對二者的聯繫持懷疑態度。